# كون (تصوف)
الكون بحسب الصوفية هو مصطلح عام يشمل مفهوم الصوفية للكون والموجودات. بالرغم من اختلاف هذا المفهوم بين الطرق الصوفية المختلفة وعبر الأزمان وبحسب البلدان، إلا أن جميعهم تأثروا بأفكار أتية من:
- شهادة القرأن التي وصّفت الله وعالم الغيبيات والأرواح ومابعد الموت وبداية ونهاية الأشياء والسموات السبع ومواضيع متصلة كثيرة.
- الأفلاطونية المتجددة التي قدرها فلاسفة مسلمون مثل ابن سينا وابن العربي.
- نظم مركزية الأرض الهرمسية البطليمية
- نظرة الإشراقية للكون كما فسرها السهروردي المقتول.

## تشكيل الكون
بشكل عام، يعتقد الصوفيون أن الكون يتألف من عوالم كونية متتالية هي:
- عالم الهُوَ، أو عالم الذات، وهو عالم ما قبل الخلق وهو ما لا يمكن التفكر به تماما مثل الذات الإلهية. وهذه الفكرة موجودة في أديان أخرى مثل فكرة «الله المخفي» في المسيحية والـ«برهمان نيرغوانا» الهندوسية و«عين سوف» في القبالة اليهودية.
- عالم اللاهوت، أو عالم التجليات، وهي منطقة ابتدأت من تمدد من نقط صغيرة لا متناهية إلى دوائر ضخمة، تسمى غيب الغيب، تشمل كل الكون والتي هي علة كل خليقة كونية. وهناك تشابه مع فكرة «الله الظاهر» المسيحية و«برحمان ساغورا» الهندوسية والكثير في القبالة اليهودية. والحد النهائي للمعرفة الفكرية الإنسانية هو «الحجاب المحمود» وهو أقصى حدود العرش. وبعده، يوجد «نهر التسويد» الذي ينته عند عالم اللاهوت وهو أساس عالم غير المرئي ويغذي روح العزم.
- عالم الجبروت وهو الجزء الذي يبداء به تكون تضاريس الكون والذي ينتهي بحجاب الكبرياء. ويقوم نهر التجريد الذي ينتهي بعالم القدرة الكلية بتغذية الروح الإنسانية بمعرفتها.
- عالم الملك وهي المنطقة التي يهبط منها خصائص التكوينات الكونية من عالم القدرة الكلية حيث تبداء الإدراكية بالتكون وتنتهي بنهر الحجاب العظيم. ويقوم نهر التشهيد بنتغذية اللطائف في قلب الإنسان.
- عالم الناسوت وهو المنطقة التي يتكون بها العالم المحسوس. وهي تشمل العالم المادي وكل الكون المرئي. ويقوم نهر التظهير بتغذية لطائف الأنا.

وقسم الشيعة الكون إلى سبعة عوالم هي: عالم اللاهوت، والجبروت والملكوت العليا والملكوت السفلى وعالم النفوس المعلقة والنفس الجزؤية وعالم الناسوت.
ويشرف على عالم الناسوت الكتاب المبين الذي يتحكم على 300 لوح محفوظ (عناقيد المجرات الهائلة)، كل منها يتحكم بثمانين ألف حظيرة (مجرة) وكل حظيرة تتحكم بثلاثة عشر مليون نظام نجمي. وهناك مليار نظام نجمي يحوي على الحياة في أحد كواكبها. ويدور في فلك كل نجمة 9 أو 12 أو 13 كوكبا.
ويتألف كل كوكب عليه حياة من ثلاث عوالم هي عالم الملائكة وعالم الجن وعالم البشر. وهناك عالم محيط بهذه العوالم هو البرزخ الذي ينتقل إليه أرواح الأموات بعد انفصالها عن الجسد. ويمكن للبشر زيارة البرزخ في الأحلام أو عن طريق المراقبة والتأمل.

## لللإستزادة
- علم الفلك في العهد الإسلامي
- غنوصية
- القبالة اليهودية
- وحدة الوجود
- وحدة الموجود
- فلسفة صوفية